# Ratusz w Narolu
Ratusz w Narolu - siedziba władz miejskich znajdująca się w mieście Narol, w województwie podkarpackim.

## Architektura
Budowla powstała w latach 1928-1932. Mieści się na środku rynku. Jest to prostokątny budynek, posiadający dwie kondygnacje. Jego dach jest dwuspadowy, blaszany, posiadający naczółki. Ratusz jest wybudowany z cegły, następnie pokryty tynkiem. Poddasze budynku jest częściowo zagospodarowane. Pośrodku kalenicy dachowej umieszczona jest ośmioboczna wieżyczka pokryta blachą, posiadająca kopulasty hełm z kulą i chorągiewkę na szczycie.

## Galeria

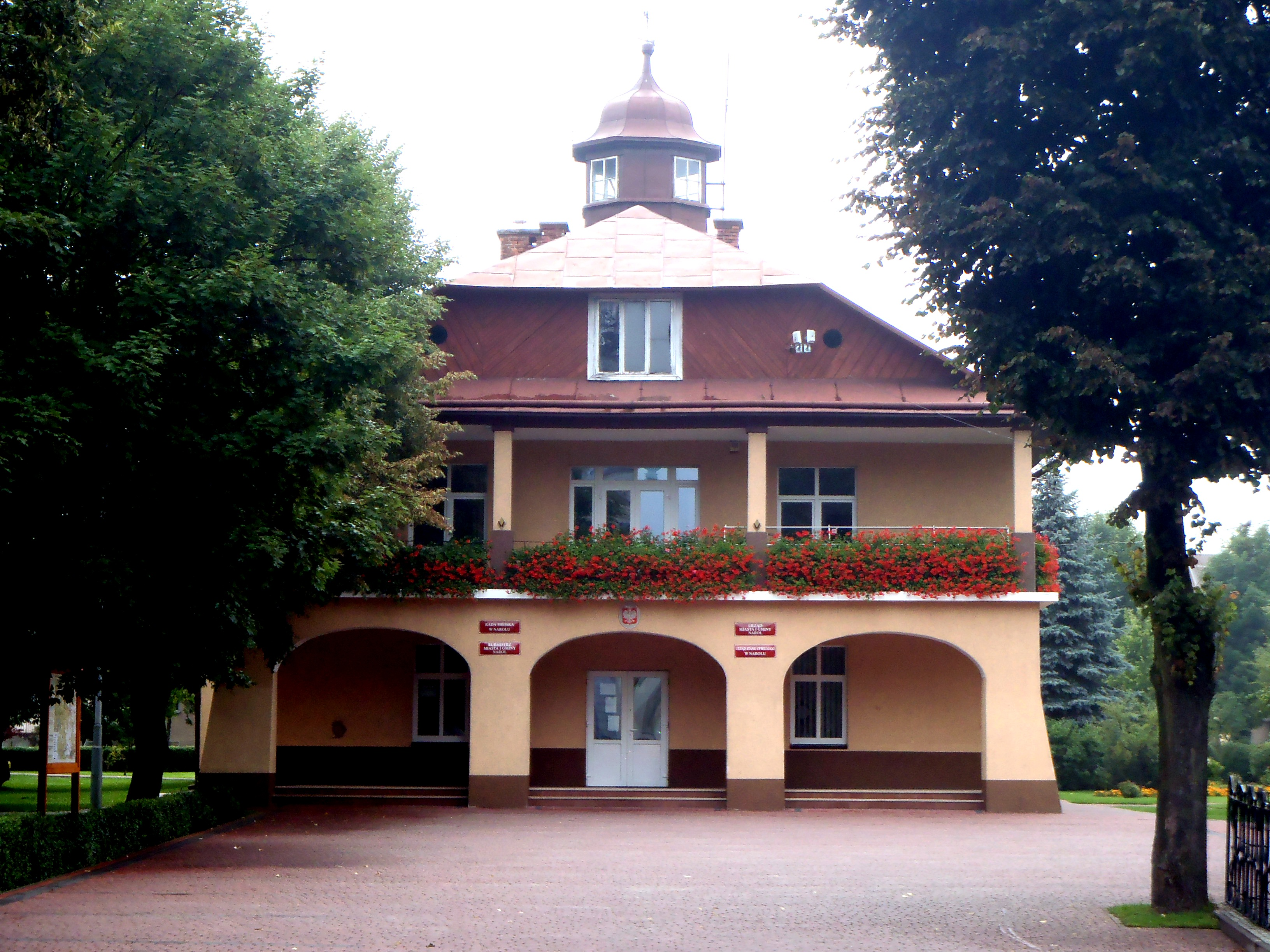
Ratusz przed renowacją
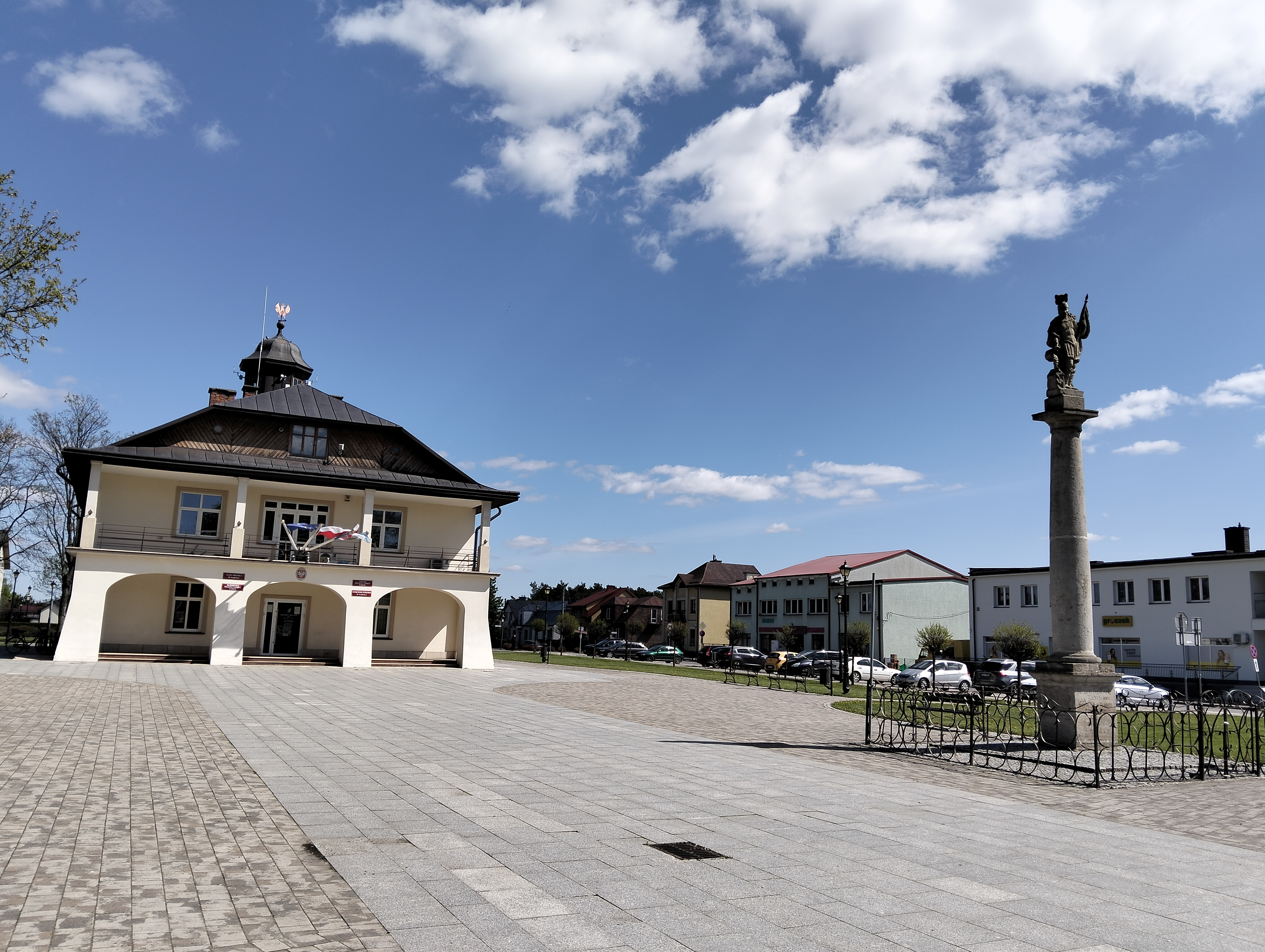
Widok na tle Rynku
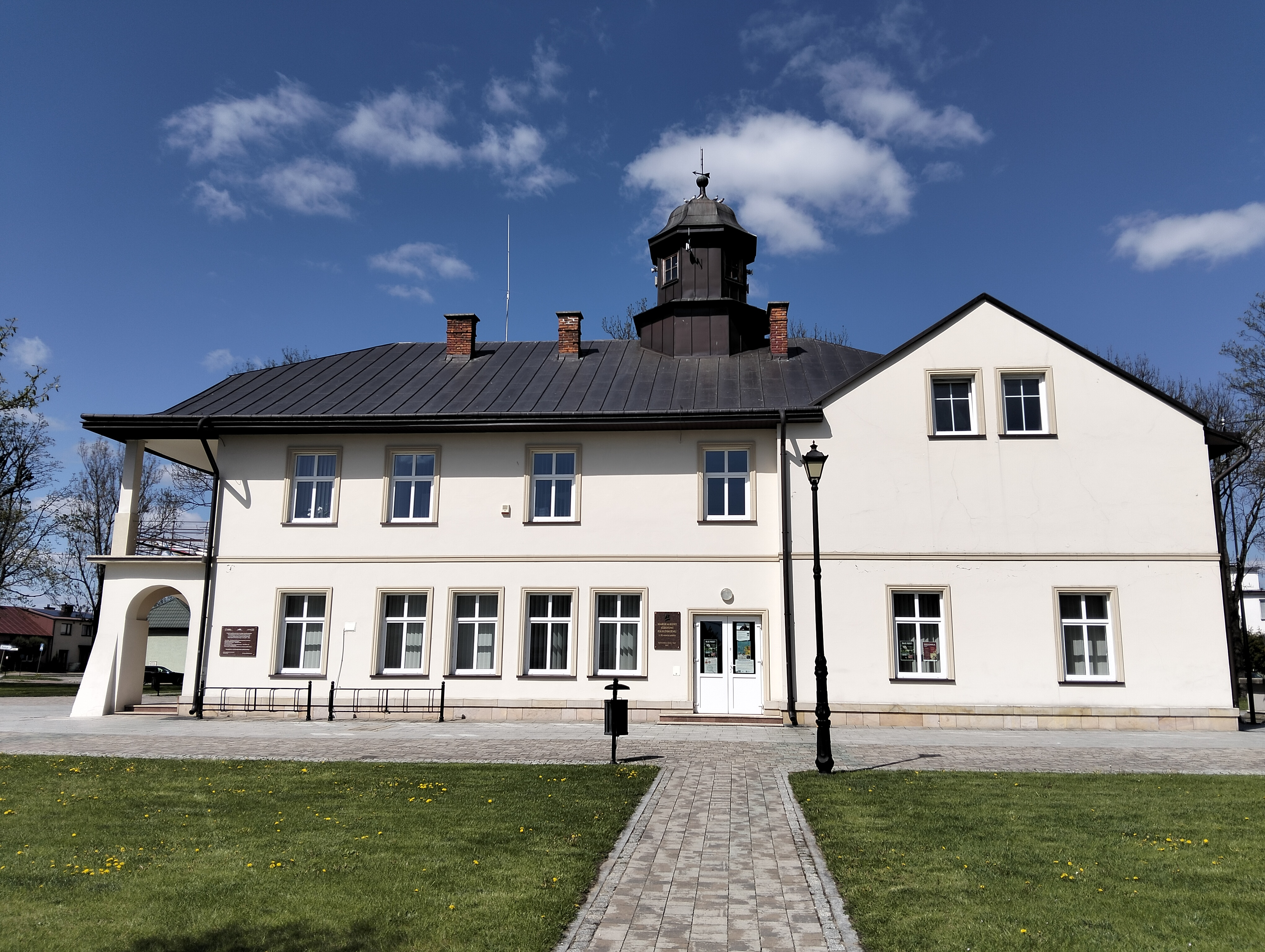
Elewacja boczna